# Войни (Мазовецьке воєводство)
Войни (пол. Wojny) — село в Польщі, у гміні Залуський Плонського повіту Мазовецького воєводства.
Населення — 63 особи (2011).
У 1975-1998 роках село належало до Цехановського воєводства.

## Демографія
Демографічна структура станом на 31 березня 2011 року:
|          | Загалом | Допрацездатний вік | Працездатний вік | Постпрацездатний вік |
| -------- | ------- | ------------------ | ---------------- | -------------------- |
| Чоловіки | 29      | 7                  | 18               | 4                    |
| Жінки    | 34      | 6                  | 19               | 9                    |
| Разом    | 63      | 13                 | 37               | 13                   |